# Informationszentrum Ehinger Alb
Das Informationszentrum Ehinger Alb in Dächingen ist eines der 17 Informations- und Erlebniszentren im Biosphärengebiet Schwäbische Alb. Neben dem Hauptinformationszentrum in Auingen ergänzen diese das Informationsangebot in der Fläche mit einem jeweils anderen Themenschwerpunkt.

## Das Informationszentrum
Die Stadt Ehingen (Donau) ist mit den Gemarkungen ihrer sechs Teilorte auf der Schwäbischen Alb Mitglied im Biosphärengebiet Schwäbische Alb. Das Informationszentrum Ehinger Alb befindet sich im zentral gelegenen Teilort Dächingen. Es wird von Ostern bis Ende Oktober an Sonn- und Feiertagen von ehrenamtlichen Kräften betreut.

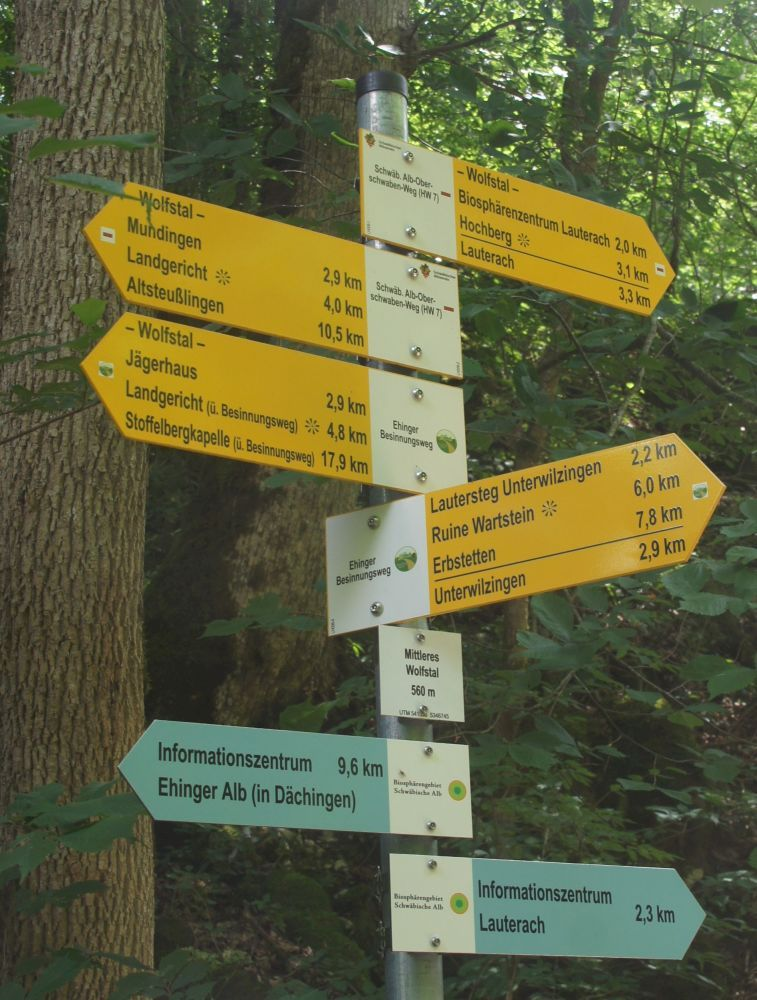
Wegweiser zu Informationszentren des Biosphärengebiets Schwäbische Alb
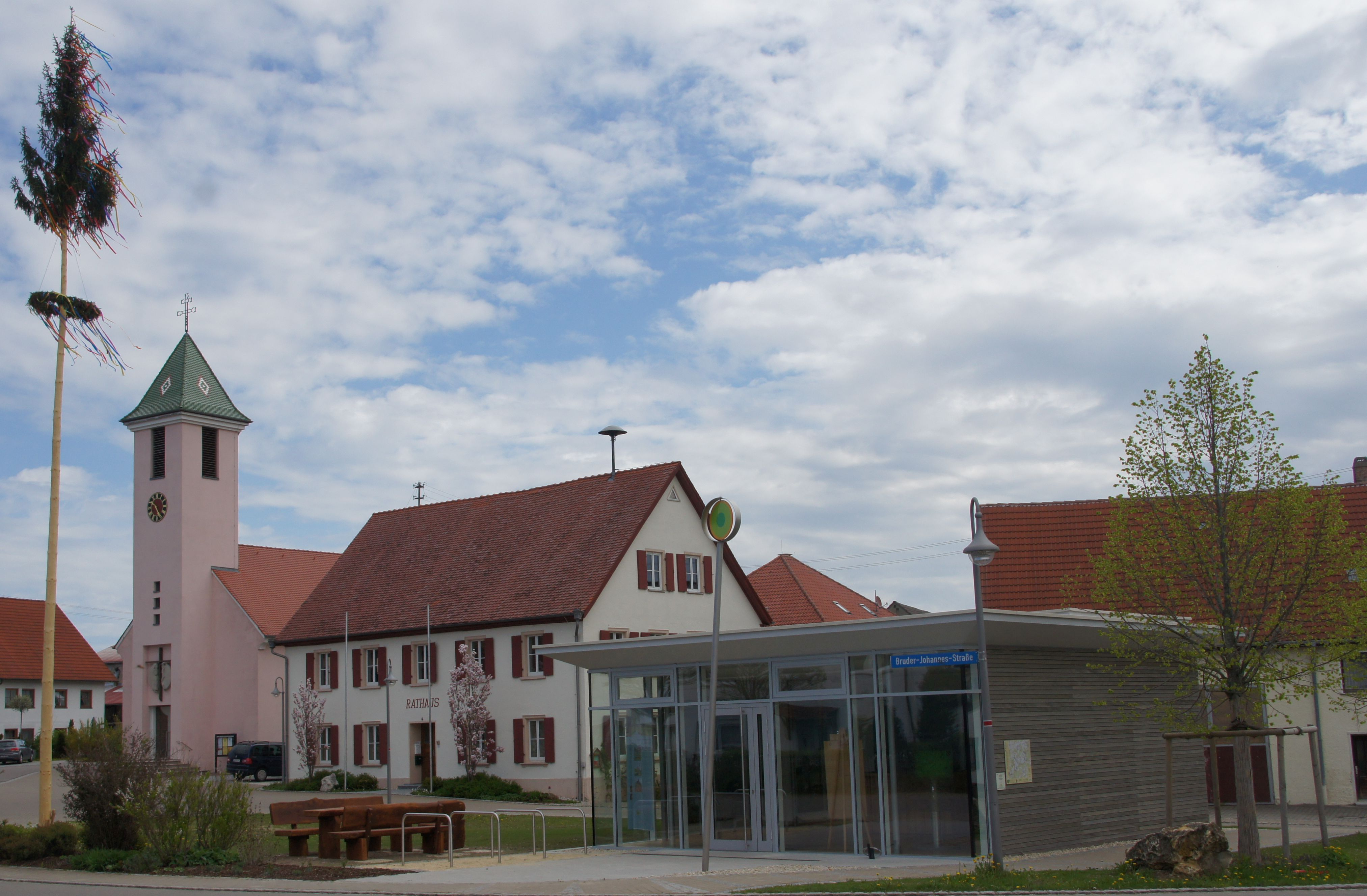
Informationszentrum Ehinger Alb in Dächingen
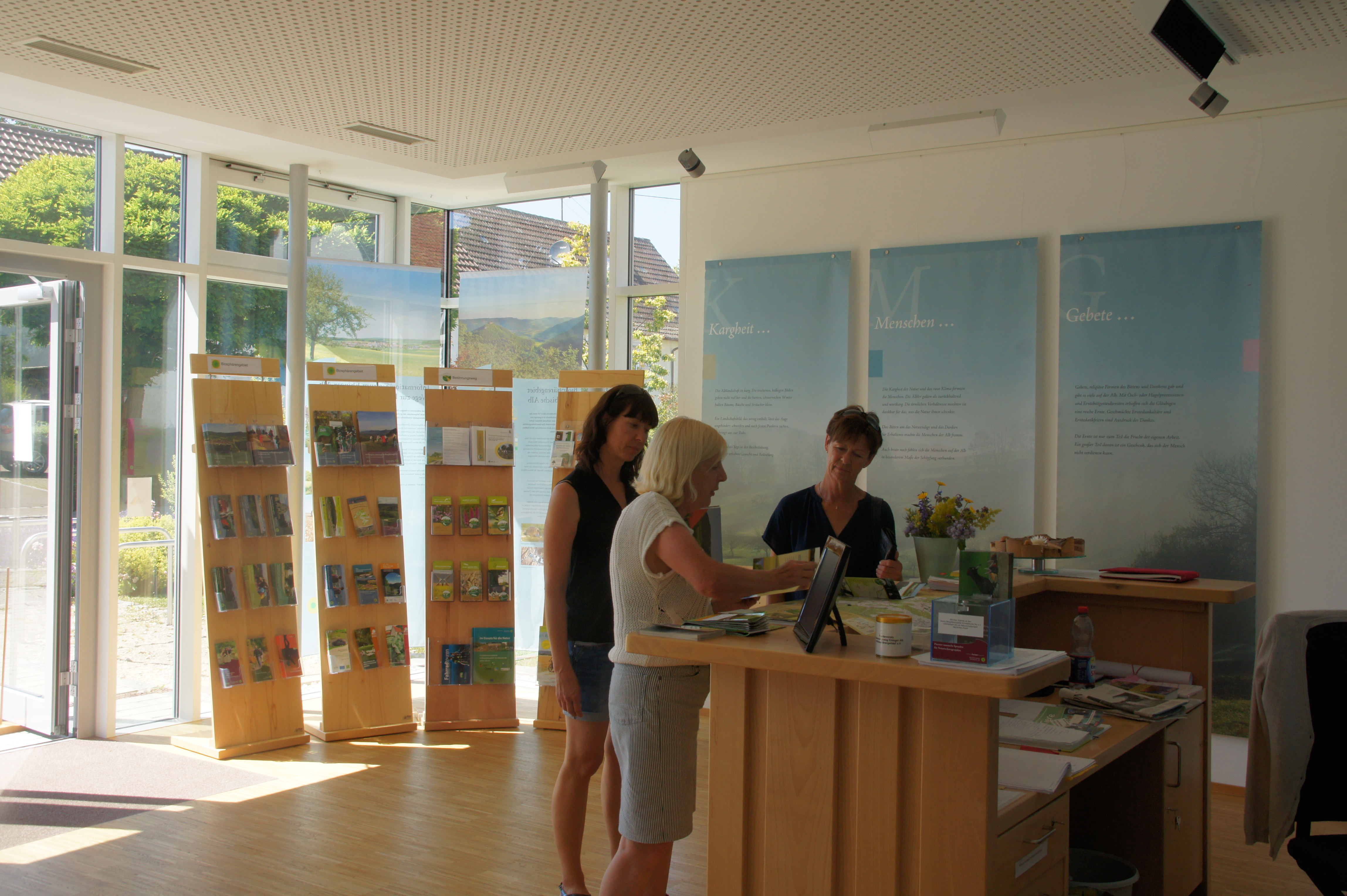
Hauptraum
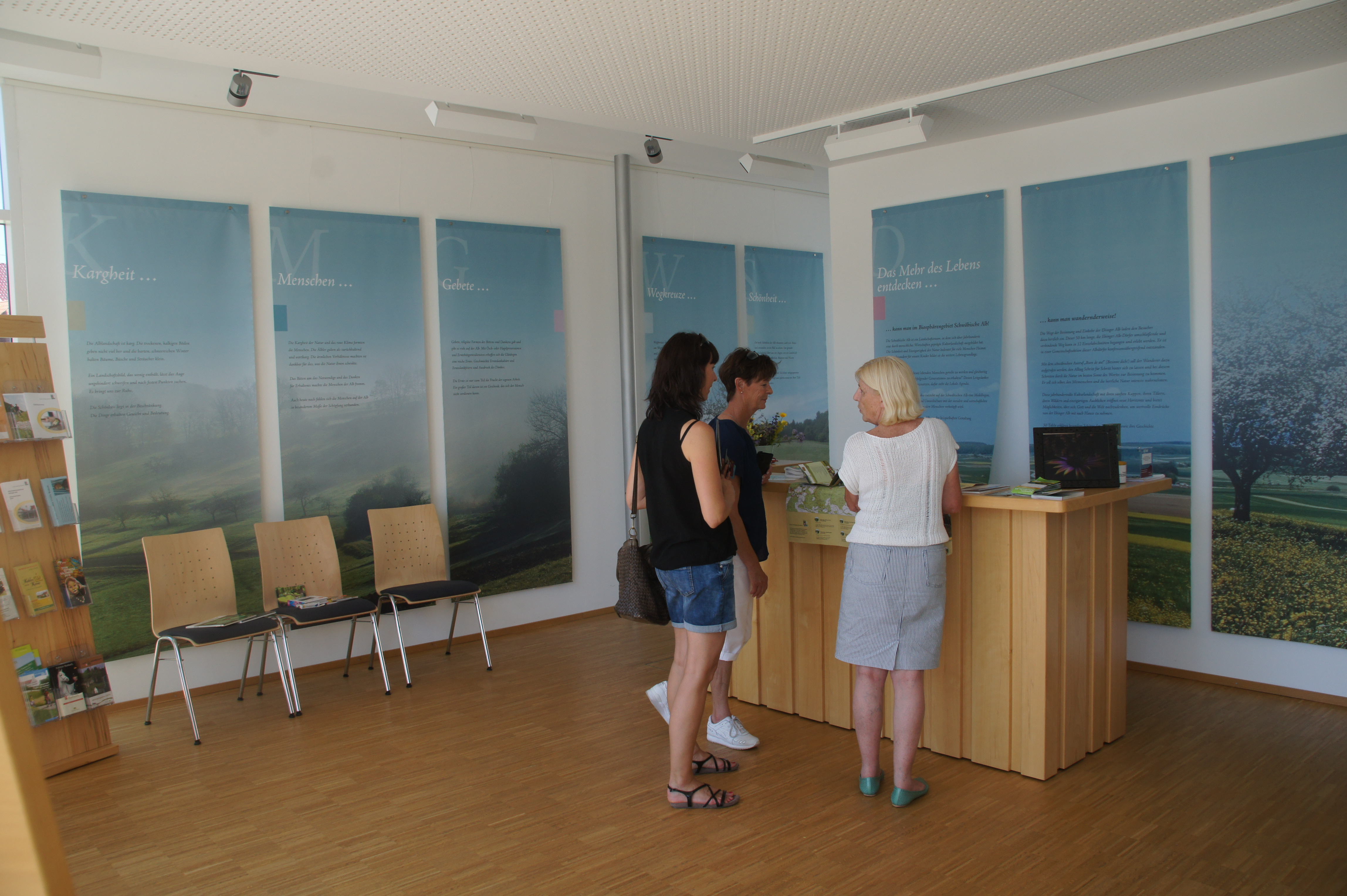
Hauptraum
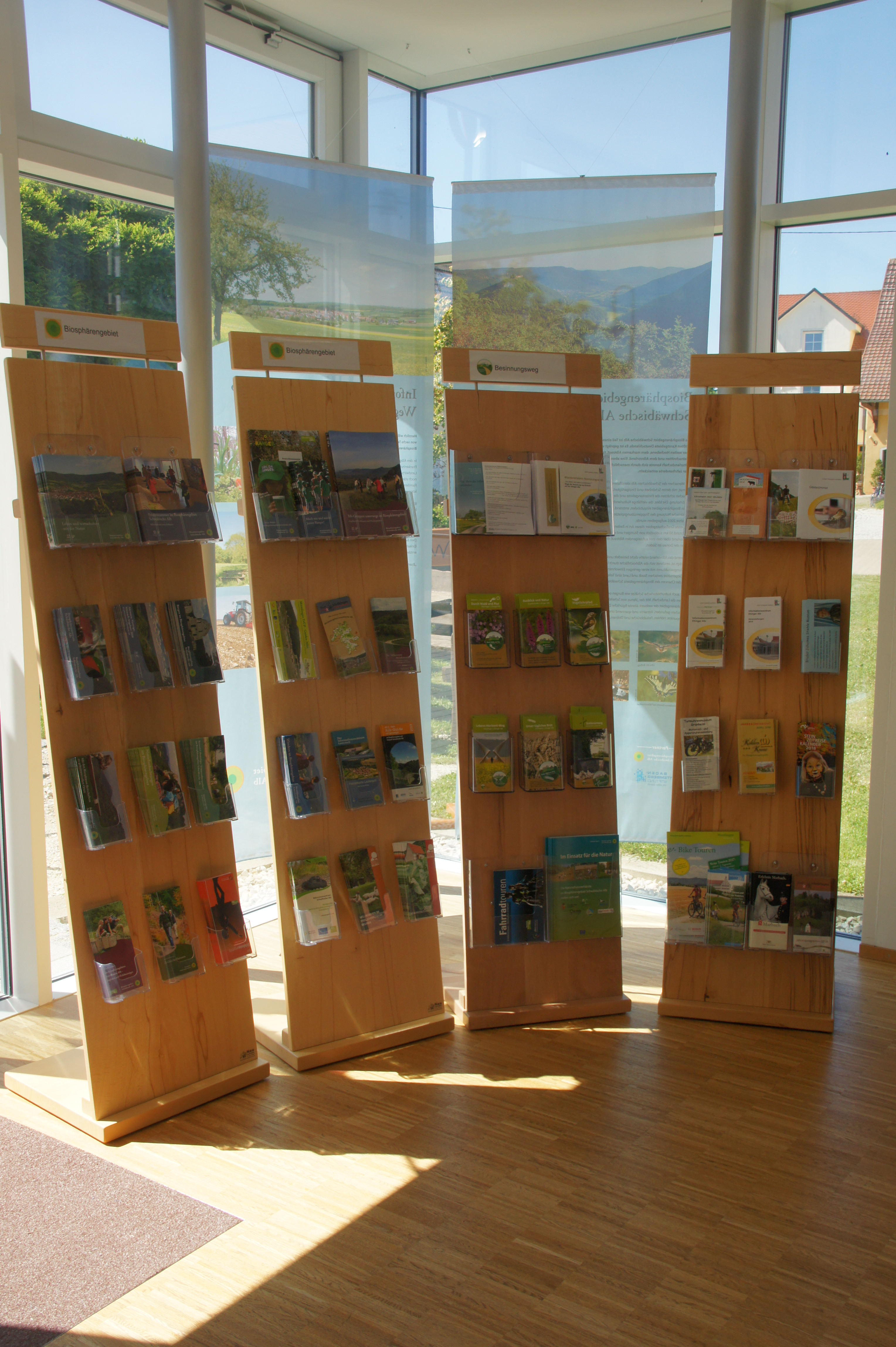
Ständer mit Flyern

Das Informationszentrum bietet Informationen zum Biosphärengebiet Schwäbische Alb und zu dessen Partnern, zur Ehinger Alb und dem dortigen Besinnungsweg. Dazu stehen auch mehrere Filme zur Verfügung.

### Schwerpunkt
Das am 20. April 2012 im Rahmen eines Bürgerfestes eröffnete Informationszentrum Ehinger Alb hat den Schwerpunkt Besinnung und Spiritualität. Entsprechend zeigen Banner im lichtdurchfluteten Hauptraum Bilder und Texte zum Nachdenken. Im Meditationsraum können die Besucher bei der Betrachtung einer Videoschau zur Ruhe kommen.

### Qualität
Das Informationszentrum ist Partner des Biosphärengebiets.
2017 erhielt das Informationszentrum das bis 2020 gültige Zertifikat der Stufe I von ServiceQualität Deutschland.

### Veranstaltungen
In unregelmäßigen Abständen veranstaltet das Team der Betreuer Lesungen und Vorträge. Kürzere Ausstellungen ergänzen das Informationsangebot gelegentlich.
2015 Fotoausstellung „Religiöse Feiern und Brauchtum im Jahreskreis“

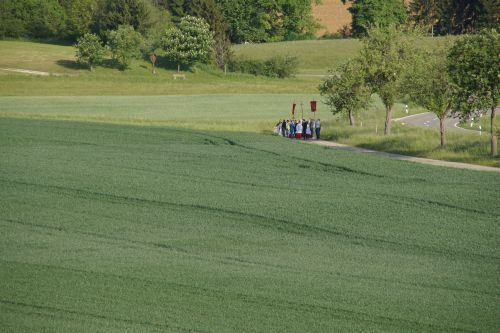
Hagelprozession in Granheim
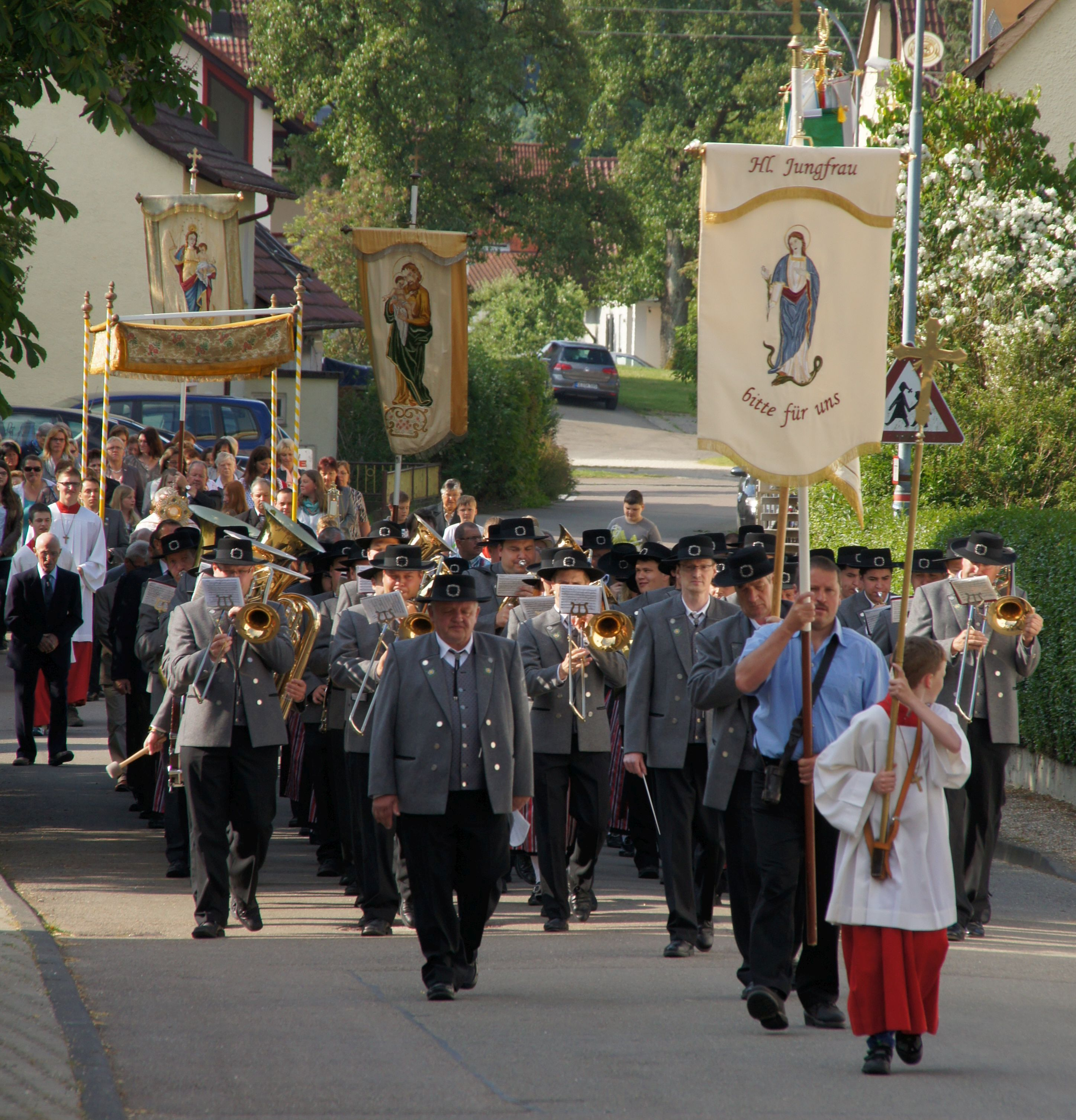
Fronleichnam in Dächingen
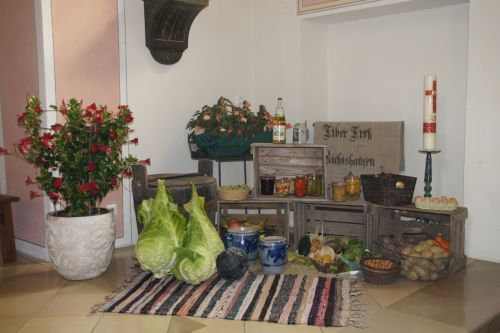
Erntedankgaben in Granheim

2017 Fotoausstellung „Flurkreuze und Hausheilige auf der Ehinger Alb“

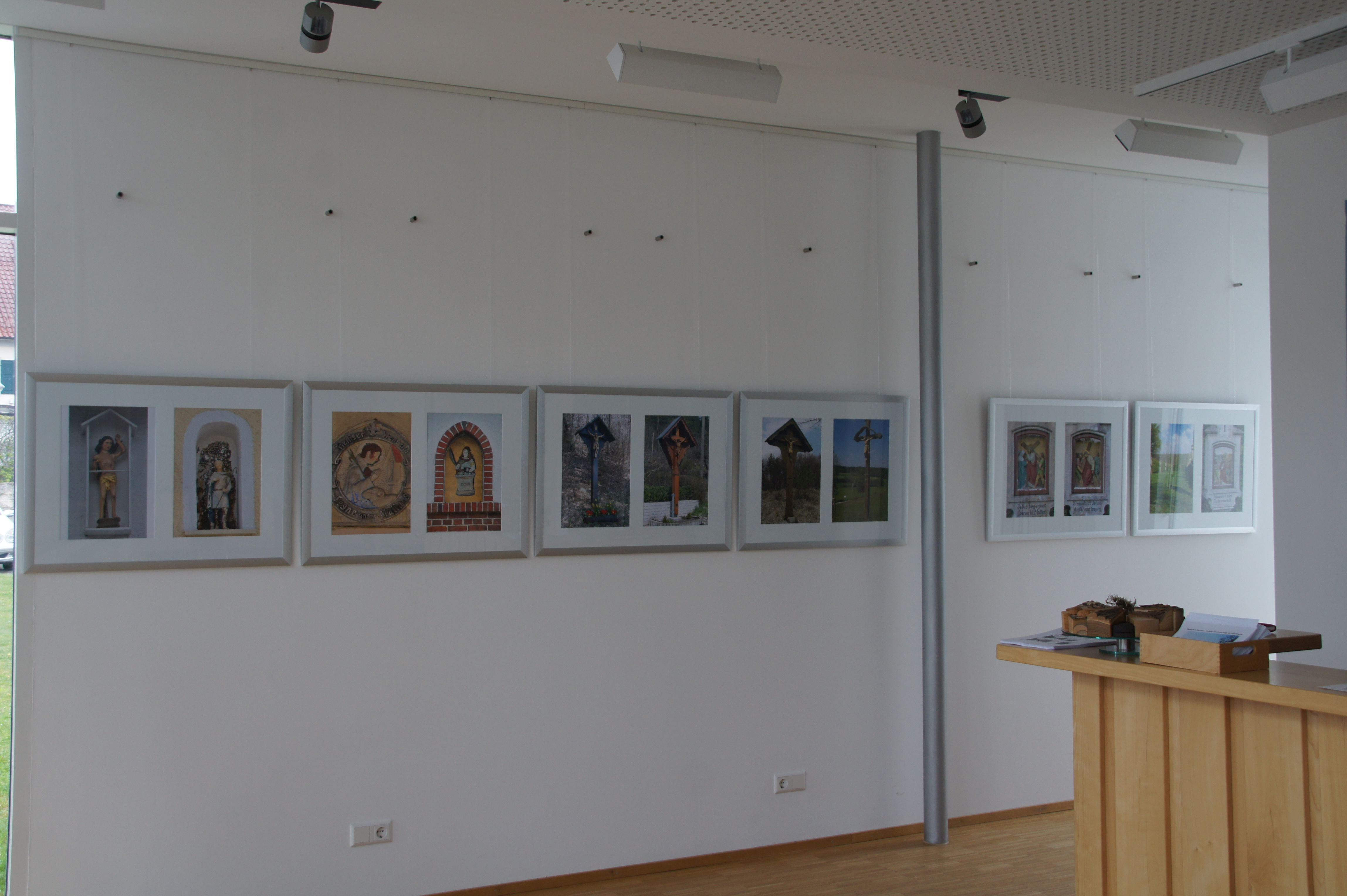
Bilder in der Ausstellung
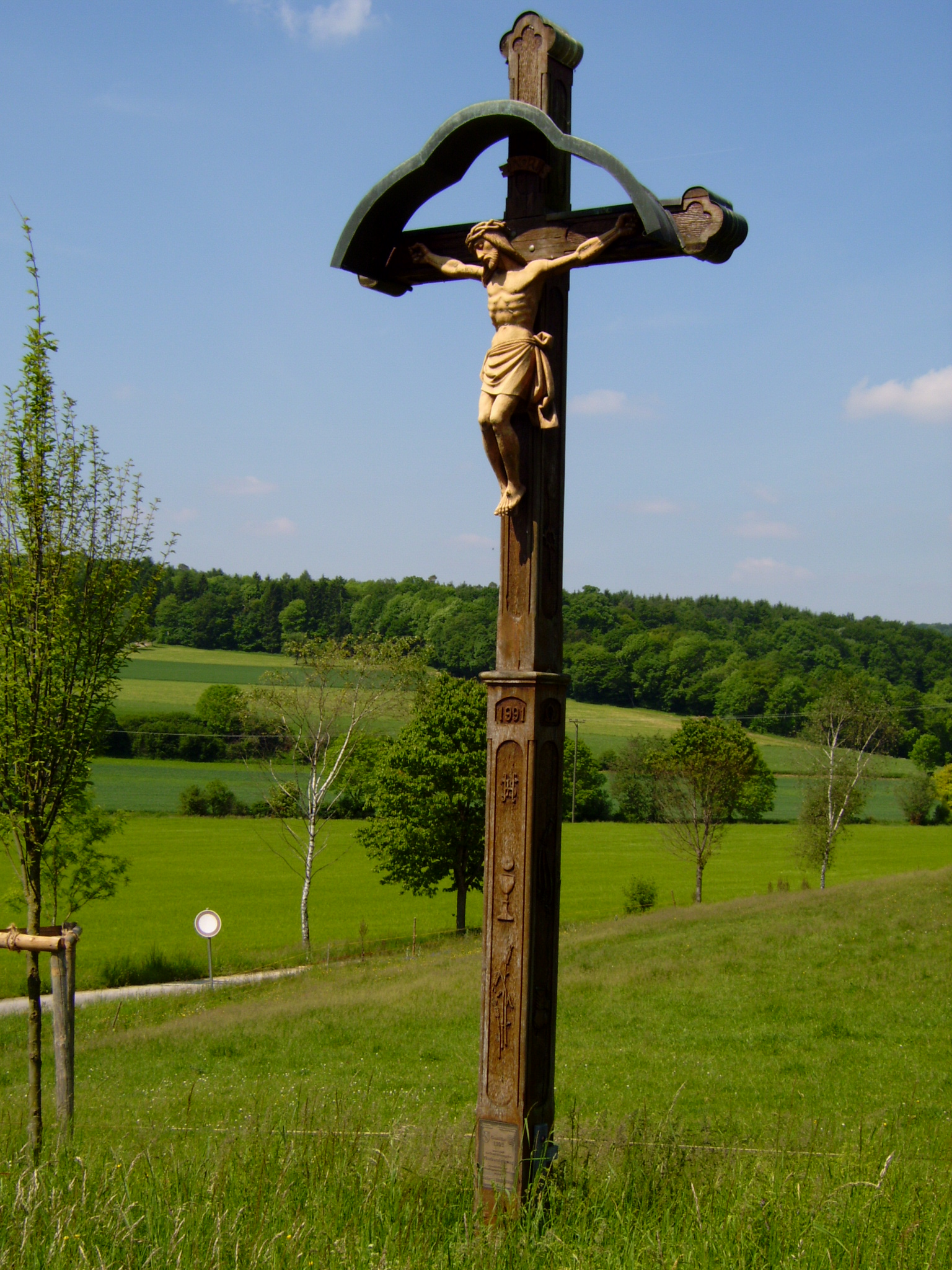
Feldkreuz Flurbereinigung 1991 in Unterwilzingen
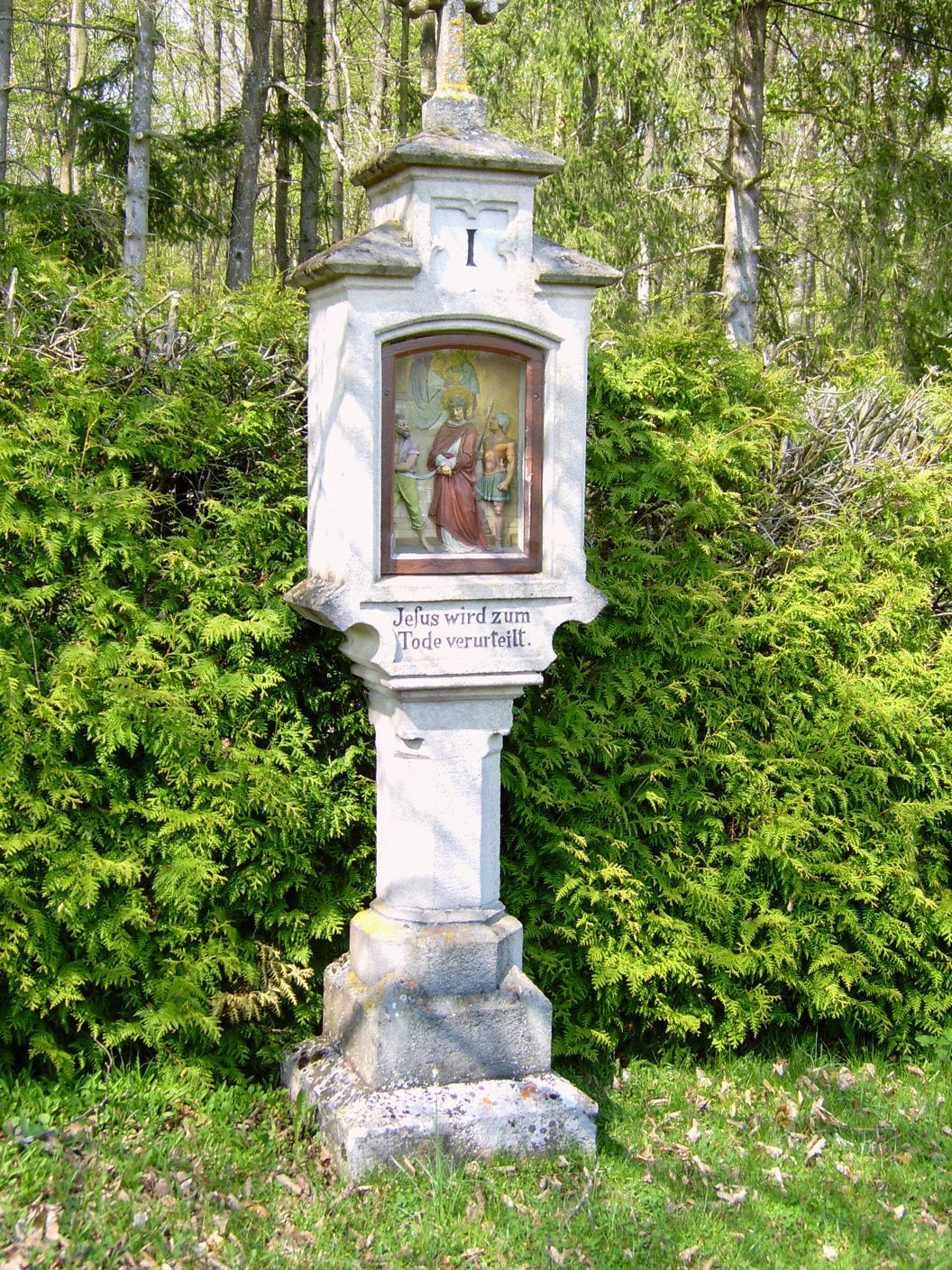
Kreuzweg Unterwilzingen Station1

2017 "Heilige(n) Schreine" des Künstlers Nikolaus Fischer

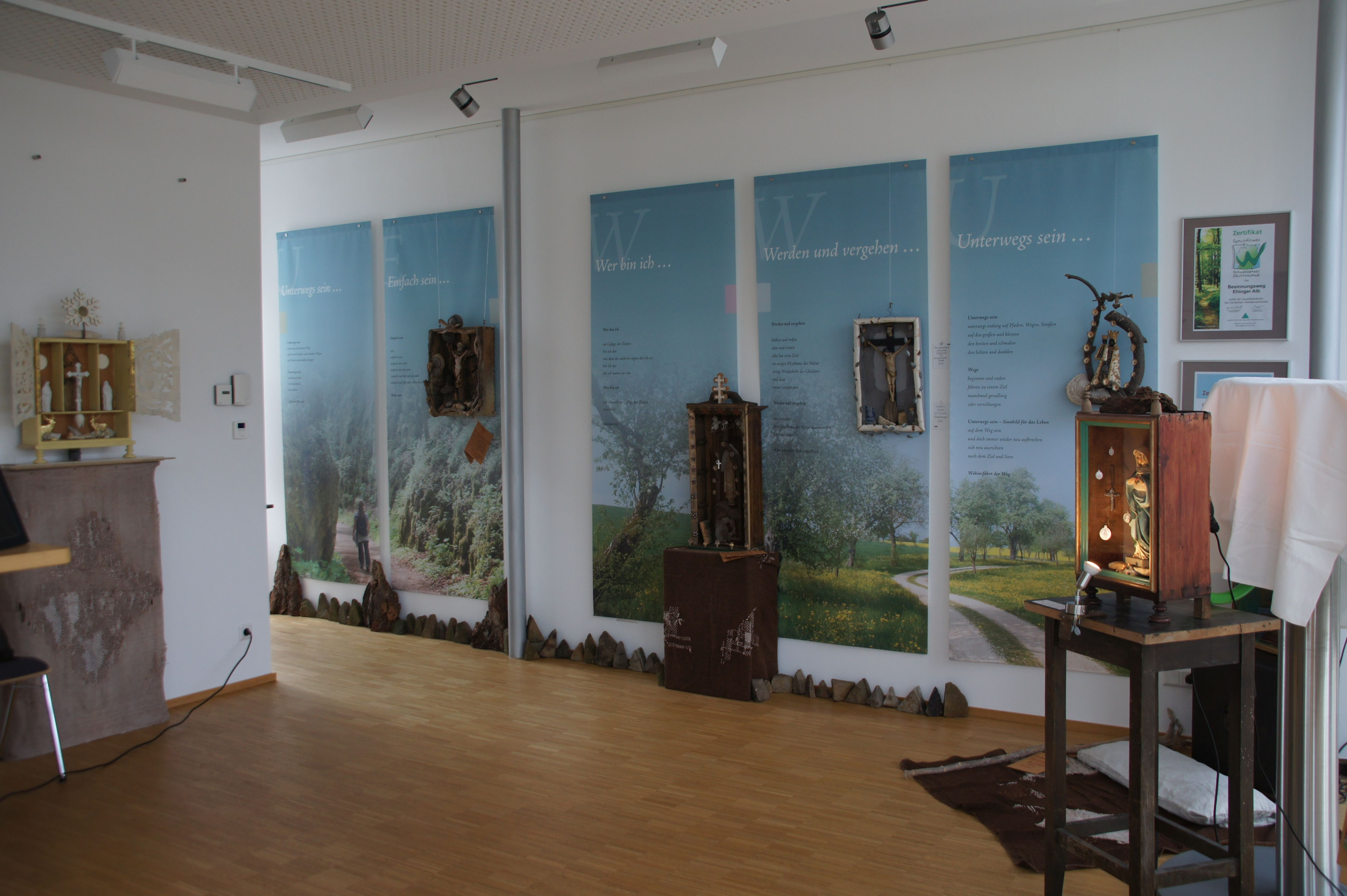
Bilder und Skulpturen in der Ausstellung
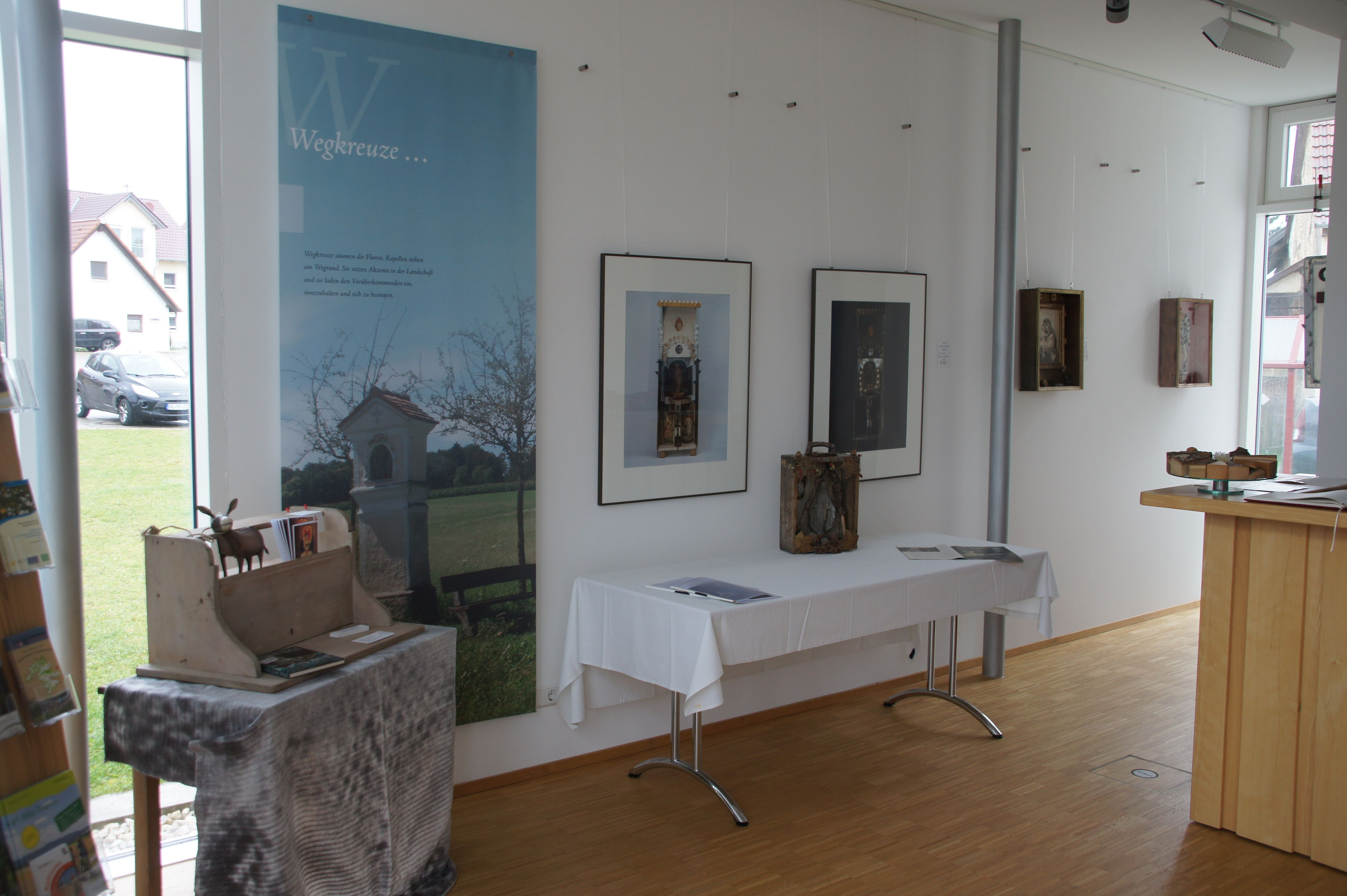
Bilder und Skulpturen in der Ausstellung
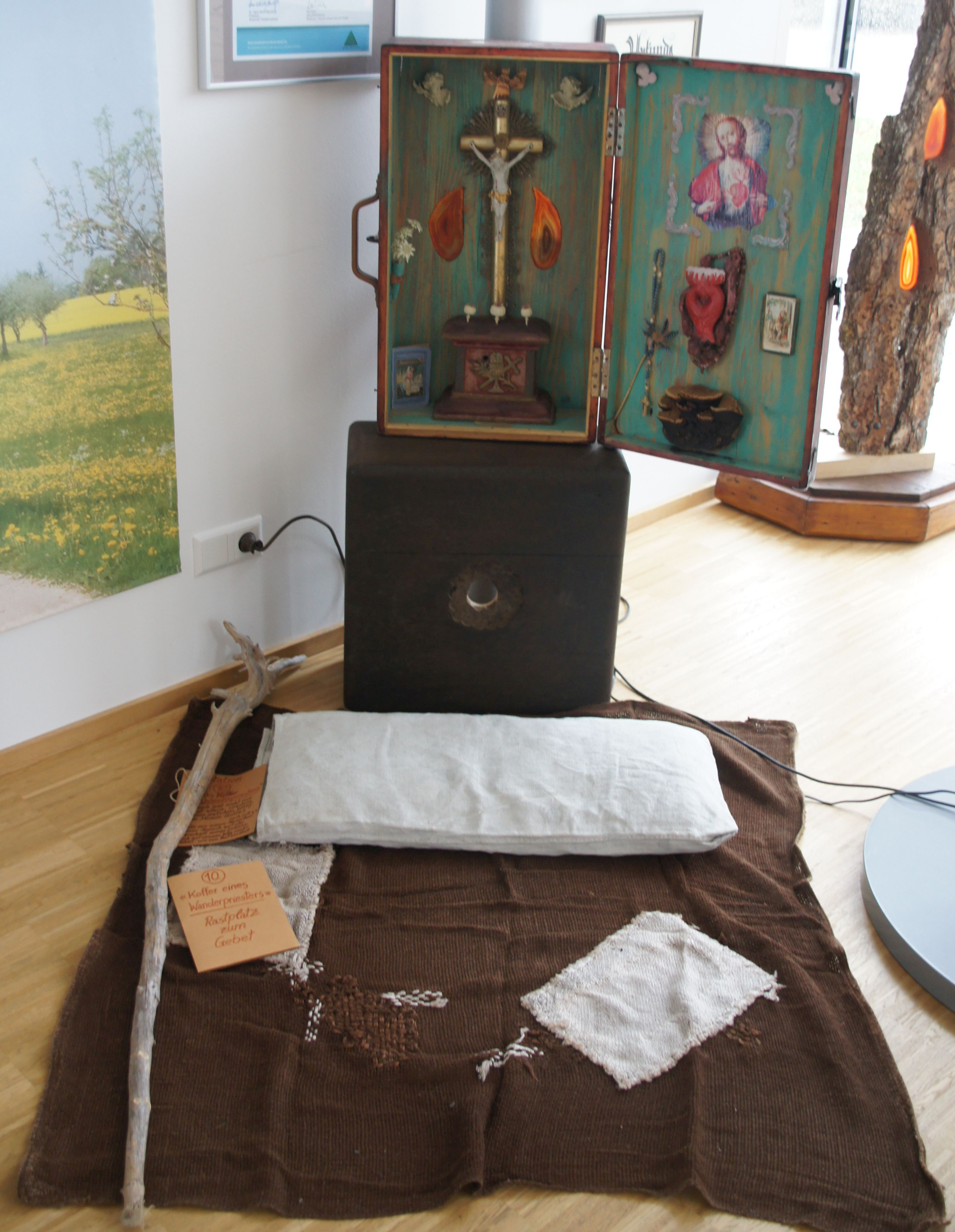
Koffer eines Wanderpriesters

### Öffnungszeiten
Das Informationszentrum ist von Ostern bis Ende Oktober an Sonn- und Feiertagen von 10:00 Uhr bis 16:30 Uhr geöffnet und in dieser Zeit  unter 07395 / 9 61 30 66 telefonisch erreichbar. Weitere Öffnungszeiten für Gruppen und Schulklassen sowie Termine für geführte Wanderungen können vereinbart werden.

### Kontakt
Geschäftsstelle Lokale Agenda Ehingen,
Rathaus Marktplatz 1,
89584 Ehingen